# Pátek
Pátek (deutsch Patek) ist eine Gemeinde in Tschechien. Sie liegt vier Kilometer nordöstlich von Poděbrady und gehört zum Okres Nymburk.

## Geographie
Pátek befindet sich am linken Ufer des Sánský kanál auf der Ostböhmischen Tafel. Nördlich liegen die vom Bach Žabka durchflossenen Blatowiesen.
Nachbarorte Kouty im Norden, Blato und Senice im Nordosten, Okřínek im Osten, Nové Mlýny und Odřepsy im Südosten, Vrčení, Vystrkov und Choťánky im Süden, Poděbrady-Žižkovo Předměstí und Sanspareil im Südwesten, Koutecká Čtvrť, Malé Zboží und Velké Zboží im Westen sowie Křečkov im Nordwesten.

## Geschichte

### Mittelalter und Neuzeit
Als Beleg für eine frühzeitliche Besiedlung gilt ein Bronzebeil, das 1897 in einer Tongrube gefunden wurde. 1909 folgte auf einem Feld der Fund eines Hockergrabes mit reichhaltigen Beigaben aus der Frühbronzezeit.
Pátek wurde zwischen im 10. oder 11. Jahrhundert während der Blütezeit von Libice nad Cidlinou gegründet. Das ursprüngliche, aus zwei Häuserreihen bestehende Dorf lag östlich der Kirche und quer zum heutigen Ort direkt am Teich Blato. Dieses Gewässer, das der größte Fischteich Böhmens war, bildete wahrscheinlich auch die Ursache für die Verlegung des Dorfes wegen steigender Nässe.
Die erste schriftliche Erwähnung des zur Podiebrader Herrschaft gehörigen Dorfes erfolgte 1345, als Hynek von Lichtenburg die Burg Podiebrad zum Lehn erhielt. Durch die Ehe mit dessen Tochter gelangte der Besitz an Boček von Kunstadt und Podiebrad. Während der Machtkämpfe in Böhmen verwüsteten ungarische Truppen 1402 die Gegend. Am Anfang des 15. Jahrhunderts wurde Pátek vertraglich dem Lehn Chotětice zugeordnet. Da Viktorin von Podiebrad nach Ausbruch der Hussitenkriege auf der Seite der Hussiten gegen Kaiser Sigismund kämpfte, ließ dieser Anfang November 1420 nach der siegreichen Schlacht bei Vyšehrad sämtliche Güter Viktorins und seiner Brüder Boček und Hynek sowie ihres Onkels Jan Puška von Kunstadt verwüsten. Nach dem Ende der Unruhen wurde das Dorf wiederaufgebaut.
Um 1450 entstand unter Georg von Podiebrad der Sánský kanál, der den Teich Blato mit Wasser aus der Cidlina speiste. 1486 erfolgte eine Teilung von Chotětice, wobei ein Teil zu Podiebrad kam. Später erlangte die Herrschaft Podiebrad auch den anderen Anteil. Die Bewohner lebten vom Getreideanbau, Viehzucht, Weidewirtschaft, Zeidlerei und Fischzucht. Die erste Dorfschule wurde zum Ende des 18. Jahrhunderts eingerichtet. In dieser Zeit erfolgte auch die Auflassung des Blato. Das Sumpfland des Teichs wurde im 19. Jahrhundert entwässert und die Blato-Wiesen als Weideland genützt.
Nach der Aufhebung der Patrimonialherrschaften bildete Pátek ab 1850 eine Gemeinde im Bezirk Poděbrady. Zum 1. Januar 1961 kam die Gemeinde zum Okres Nymburk.

### Etymologie
Zur Entstehung des Ortsnamens Pátek (zu deutsch Freitag) bestehen mehrere Theorien. Nach Ansicht des Historikers Jan Hellich ist er von einer Person abgeleitet. Einer Legende nach soll das Dorf von fünf Siedlern gegründet worden sein. Die aus fünf Wirtschaften bestehende Ansiedlung wurde „U pěti“ (Bei den Fünfen) genannt, woraus sich über die Form „pátý“ schließlich Pátek entwickelt haben soll.

## Gemeindegliederung
Für die Gemeinde Pátek sind keine Ortsteile ausgewiesen. Zu Pátek gehört die Einschicht Nové Mlýny (Neumühle).

## Sehenswürdigkeiten
- Sánský kanál, Technisches Denkmal
- Glockenturm

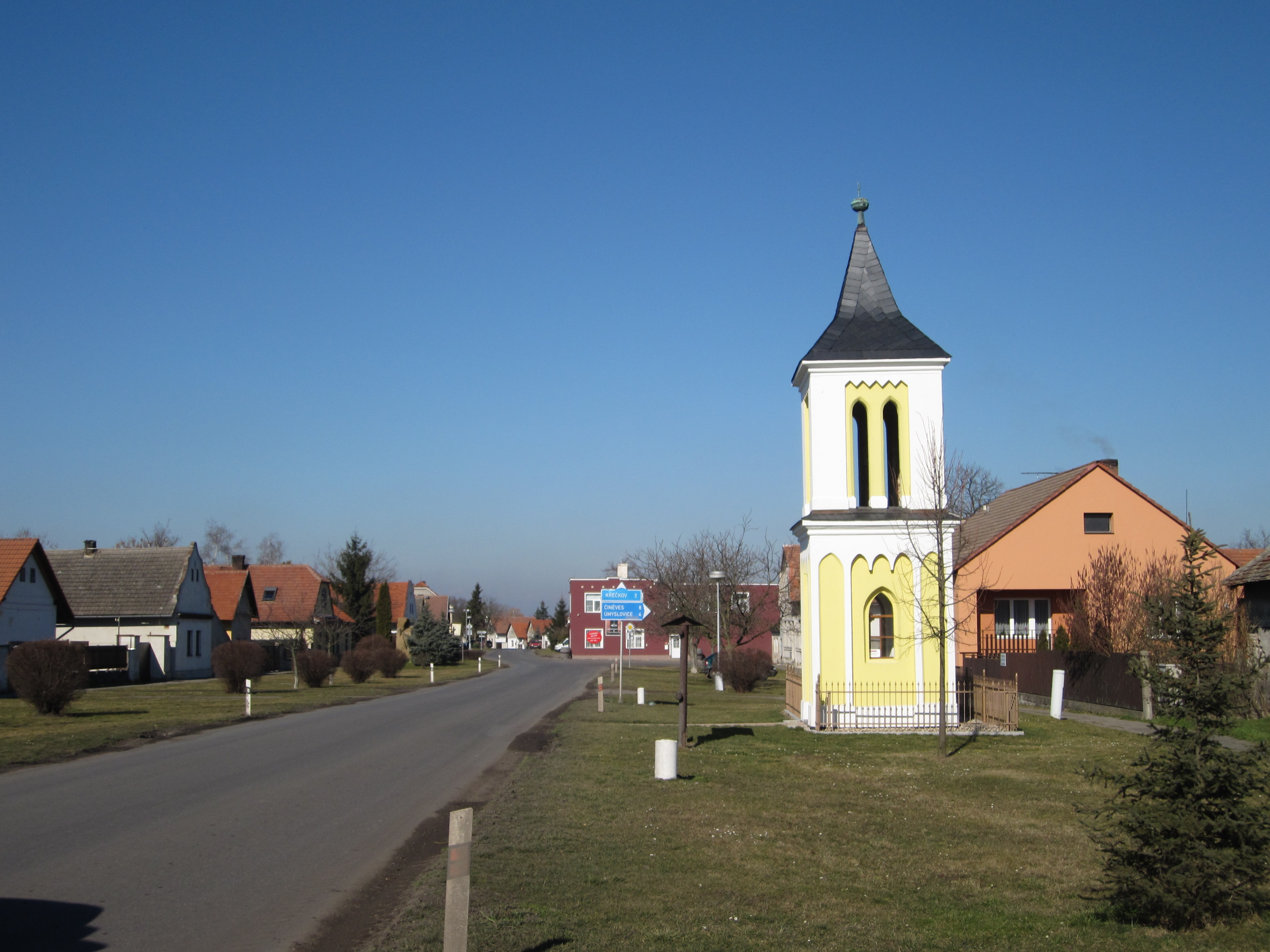
Ortsdurchfahrt mit Kapelle

- Kirche des hl. Laurentius, auf den Wiesen nordöstlich des Dorfes
- Lazarov Mlýn (Lazar-Mühle)
- Nové Mlýny (Neumühle), Wasserkraftwerk und technisches Denkmal

## Söhne und Töchter der Gemeinde
- Josef Kamil Böhm (1828–1862), Bildhauer
- Bohuslav Janda (1831–1873), Dichter
- Karl Marek (1850–1937), Beamter und österreichischer Minister für öffentliche Arbeiten 1911